# Șerani, Bihor
Șerani (în slovacă Šarany, în română Șerani) este un sat în comuna Borod din județul Bihor, Crișana, România. Face parte din satul Borod.